# Řád úsměvu

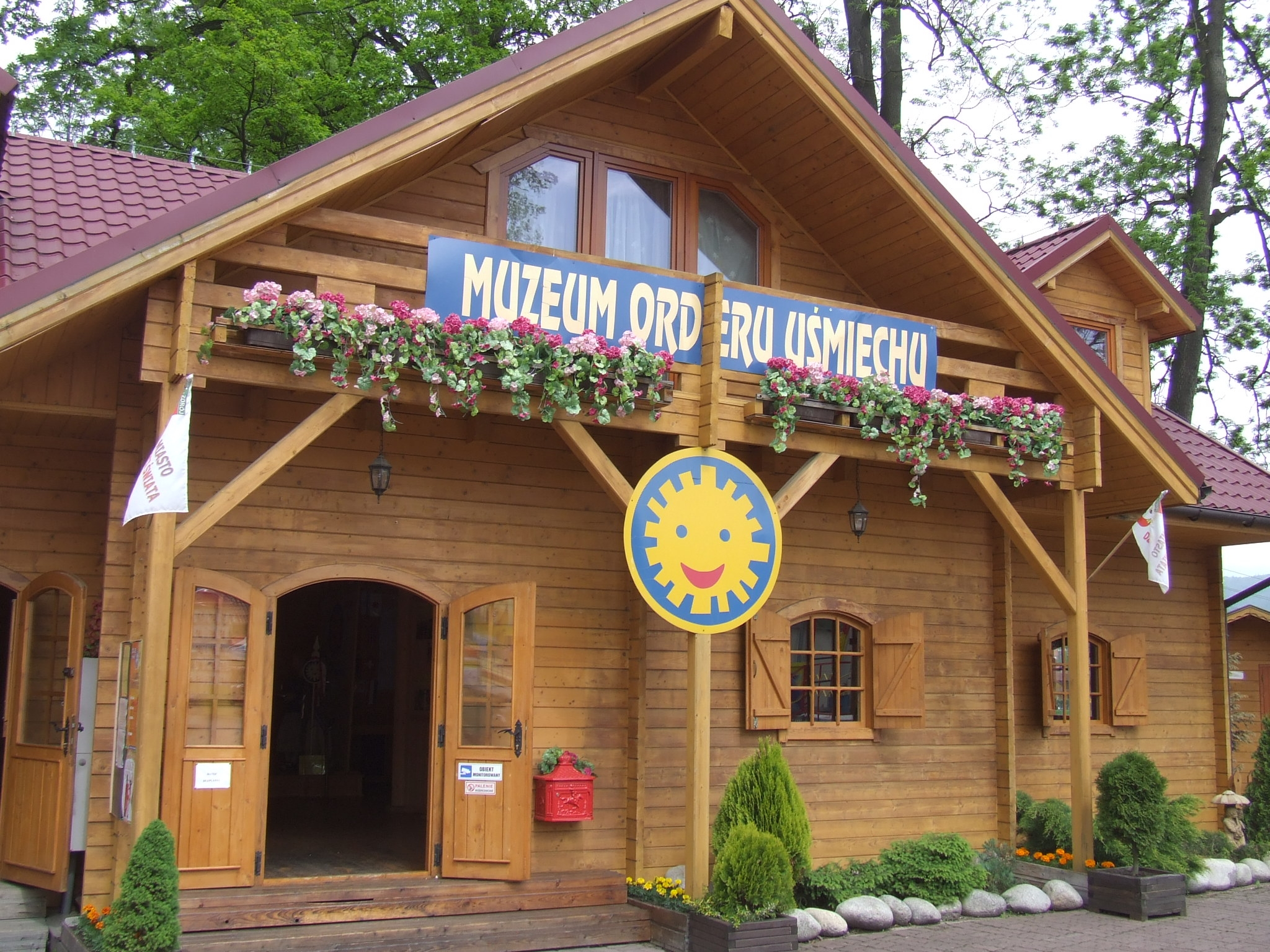
Muzeum Řádu úsměvu v Rabce

Řád úsměvu (polsky Order Uśmiechu) je ocenění, udělované dětskou porotou těm dospělým, kteří se zasloužili o lepší život dětí.
Vyznamenání vzniklo v roce 1968 v Polsku. Spisovatelka a moderátorka dětského televizního pořadu Wanda Chotomska se ve své reportáži z dětské ozdravovny zmínila, že lidé, kteří pomáhají dětem, by měli dostat nějaký řád. Nápadu se ujala redakce deníku Kurier Polski a vypsala konkurs na podobu medaile. Ze čtyřiceti čtyř tisíc soutěžících zvítězil návrh devítileté Ewy Chrobokové z Hlucholaz: modrý kruh se žlutým smějícím se sluncem. V únoru 1969 se stal prvním nositelem řádu poznaňský ortoped Wiktor Dega. Zároveň byl zaveden rituál, při kterém vyznamenaný musí s úsměvem vypít sklenici citronové šťávy.
V roce 1979 přijala Organizace spojených národů u příležitosti Mezinárodního roku dítěte nad Řádem úsměvu patronát a prohlásila ocenění za mezinárodní. Uděluje ho šedesátičlenná Mezinárodní kapitula Řádu úsměvu se sídlem ve Varšavě, jejím kancléřem je od roku 2007 pedagog Marek Michalak. Slavnostní předávání se koná dvakrát do roka, v den jarní a podzimní rovnodennosti. V roce 1996 bylo ve městě Rabka-Zdrój otevřeno Muzeum Řádu úsměvu.
Řád bývá udělován osobnostem i institucím, převážně školám. Mezi rytíři řádu jsou náboženští představitelé (Jan Pavel II., Tändzin Gjamccho), politici (Nelson Mandela, Kurt Waldheim), spisovatelé (Tove Janssonová, Joanne Rowlingová, Jan Twardowski), herci (Peter Ustinov, Krystyna Feldmanová) nebo hudebníci (Paweł Kukiz). Nejstarší laureátkou v historii byla Irena Sendlerowa (97 let), nejmladším Marek Michalak (24 let).

## Další informace
V roce 1979 vznikl animovaný film s dvojicí Bolek a Lolek, nazvaný Kawaler Orderu Uśmiechu.
V polském městě Kandřín-Kozlí je městský park Park Orderu Uśmiechu.